# 찰스 로셔

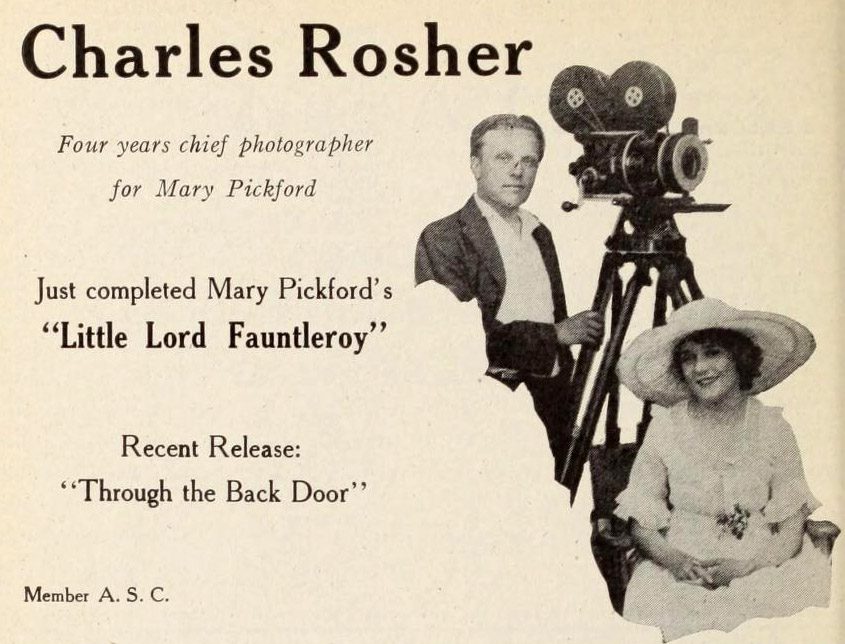

찰스 로셔(Charles Rosher, 본명: 찰스 G. 로셔, Charles G. Rosher, 1885년 11월 17일 – 1974년 1월 15일)는 영국에서 태어난 촬영 감독으로, 초창기 무성 영화에서부터 1950년대 영화까지 작업했다.

## 참여 작품
- 키다리 아저씨 (1919년 영화)
- 소공자 (1921년 영화)
- 로시타 (영화)
- 선라이즈 (1927년 영화)
- 코퀘트
- 왓 프라이스 할리우드?
- 어페어 오브 셀리니
- 야성의 부름 (영화)
- 브로드웨이 멜로디 오브 1936
- 소공자 (1936년 영화)
- 한 발은 천국에
- 지그펠드 폴리스
- 애정 (1946년 영화)
- 넵툰의 딸
- 애니여 총을 잡아라
- 쇼 보트 (1951년 영화)
- 비련의 공주 엘리자베스
- 키스 미 케이트